# 桃林寺 (石垣市)

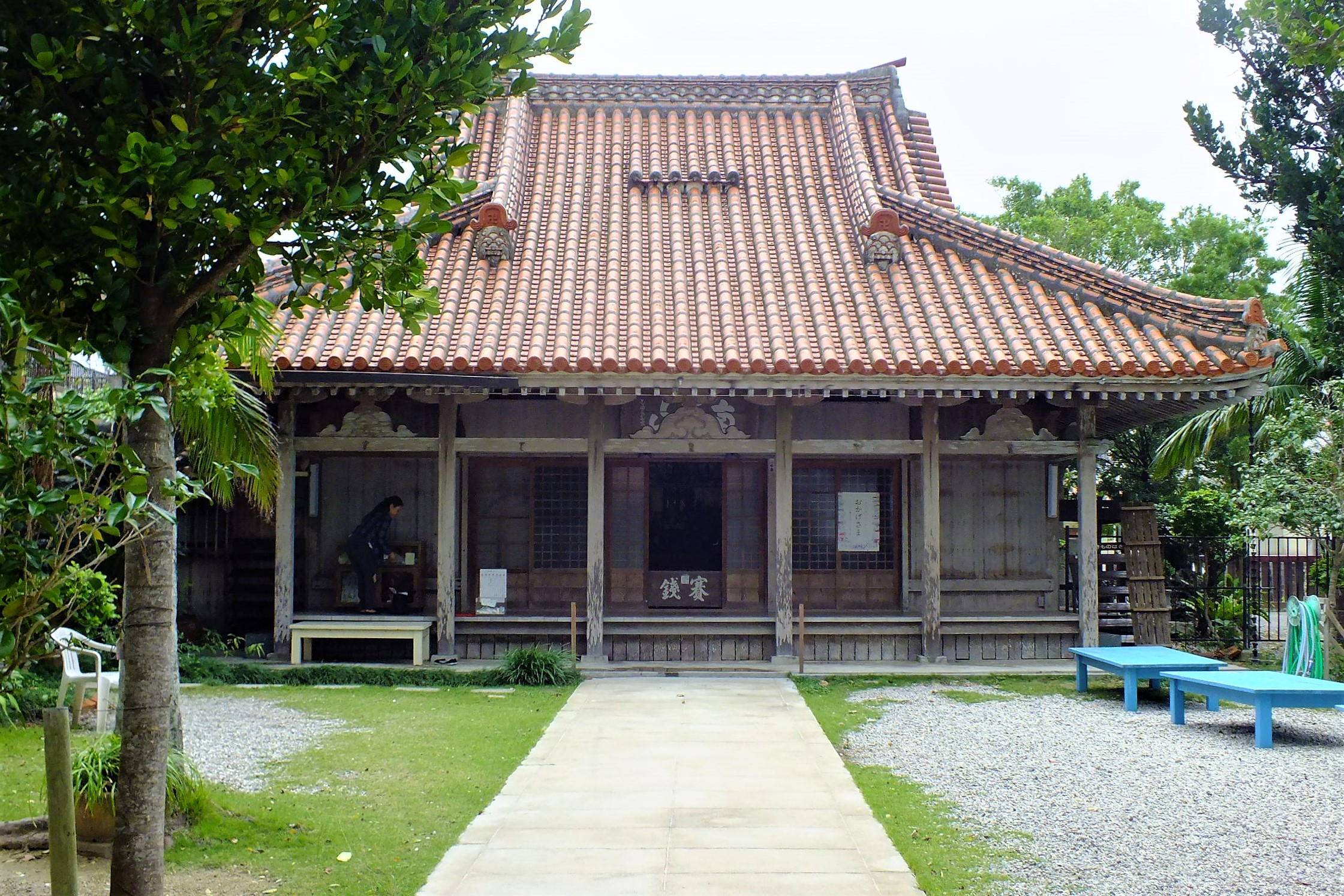
桃林寺本堂

桃林寺（とうりんじ）は、沖縄県石垣市にある臨済宗妙心寺派の寺院。山号は南海山。本尊は観音菩薩。八重山列島で最古の仏教寺院である。本項では、隣接する権現堂（ごんげんどう）についても併せて説明する。

## 歴史
薩摩藩から八重山への社寺建築の進言を受けた琉球王国第二尚氏王朝7代目国王尚寧王によって、1614年に創建された。この時、隣地には権現堂が創建されている。首里にあった臨済宗妙心寺派の円覚寺の住僧の評定により住持となった鑑翁西堂は、入寺にあたり、本尊の銅造観音像と、権現堂の御神体の宝鏡三面を持参した。1713年に成立した『琉球国由来記』には、桃林寺は円覚寺の末寺、権現堂は波上宮の末社と記されている。
桃林寺本堂及び権現堂の屋根は当初茅葺であったが、1694年に桃林寺本堂が瓦葺きに葺き替えられ、1703年には権現堂も瓦葺きとされた。1736年から翌年にかけて桃林寺の境内が拡張され、仏殿が建立されるとともに、1737年に山門の仁王像が制作された。1771年には八重山地震による津波（明和の大津波）で桃林寺及び権現堂の建造物が流失したが、桃林寺は1772年に再建され、権現堂も1786年に再建された。明和の大津波では多くの仏像が流されたが、文殊菩薩像及び仁王像2体は崎枝湾の海岸に打ち上げられているのを発見された。
1782年、鹿児島の真言宗寺院大乗院が首里王府の三司官に当寺を真言宗の寺院とするよう申し入れたが、王府側は当寺は創建以来臨済宗であり、改宗は民心を不安にさせるとしてこれを断った。なお、当初は真言宗の寺院であったが、禅宗となった後に、臨済宗妙心寺派の寺院になったとする資料もある。
権現堂には熊野権現（伊弉冉尊・速玉男尊・事解男尊）が祀られている。現存する御神体の銅鏡は1772年に鋳造されたもので、沖縄県内で鋳造された最古のものである。

## 本堂
桃林寺は、1881年（明治14年）に改築された。1933年（昭和8年）に台風で山門や仁王像が被害を受けたが、1937年（昭和12年）までに修復された。現在の桃林寺本堂は1968年（昭和43年）に改築されたものである。

## 権現堂
権現堂は、1882年（明治15年）に神殿を改修。その際に、拝殿及び薬医門が建て替えられた可能性も指摘されている。第二次世界大戦で大破したが1947年（昭和22年）に修復された。また、1972年（昭和47年）には権現堂神殿の解体修理及び拝殿の屋根葺替・部分修理が、1984年（昭和59年）から1985年（昭和60年）にかけては権現堂拝殿の解体修理及び神殿の部分修理が行われている。2006年（平成18年）に台風13号の影響で権現堂神殿が破損したが、文化庁の国庫補助を受けて、2年にわたる保存修理を行い、2008年に完了した。

## 文化財

### 重要文化財（国指定）
- 権現堂 - 1981年（昭和56年）6月5日指定[12]。なお、1956年（昭和31年）2月22日に琉球政府特別重要文化財に指定されていた。所有者は石垣市[13][6]。
  - 神殿 - 三間社流造。本瓦葺[10]。牡丹を浮彫りにした棒状の肘木、波と鬼が彫られた板蟇股、唐獅子が嵌め込まれた登高欄等、本土の神社建築には見られない独特の意匠を有する[14]。明和の大津波後の1786年に再建。
  - 拝殿 - 桁行三間、梁間二間。一重。寄棟造、前後庇付、本瓦葺[10]。現存する建物は1786年に再建されたものとされるが、1882年（明治15年）の神殿改修の際に建て替えられた可能性も指摘されている[6]。
  - 附表門 - 一間薬医門。切妻造、本瓦葺[10]。なお、桃林寺山門とは異なる門である。
  - 附石牆

- 権現堂拝殿
- 権現堂表門
- 権現堂神殿の向かって左手にある古い墓石群

### 県指定文化財
- 桃林寺仁王像 - 1737年に、久手堅昌忠により八重山列島産のオガタマノキで作られた沖縄県で現存最古の木彫像である[7]。山門に向かって左が金剛力士像、右が密迹力士像[15][16]。1771年の明和の大津波で2体とも流されたが、崎枝湾の海岸に打ち上げられているのを発見された。手足が破損し蔵元で保管されていたが、大浜善巧（1768年 - 1835年）により修復された[6]。1956年（昭和31年）2月22日に琉球政府重要文化財に指定され、本土復帰後に沖縄県指定有形文化財となった[6]。

- 仁王像（金剛力士像・吽形）
- 仁王像（密迹力士像・阿形）
- 山門（大衆禅堂の文字が見える）